# Arenaria boliviana
Arenaria boliviana är en nejlikväxtart som beskrevs av F. Williams. Arenaria boliviana ingår i släktet narvar, och familjen nejlikväxter. Inga underarter finns listade i Catalogue of Life.